# Seahpo Peak
Seahpo Peak je vedlejší vrcholek hory Mount Shuksan v americkém státě Washington. Nachází se něco málo přes 3 kilometry východně od hlavního vrcholku v nadmořské výšce 2229 metrů. Je částí pohoří Severní Kaskády a nachází se v národním parku Severní Kaskády.
S hlavním vrcholem ho spojuje 2100 metrů vysoký zubatý hřeben. Seahpo Peak se tyčí severně od proudu potoka Sulphide Creek, který je přítokem řeky Baker. Na potoce se nachází několik vodopádů, které nesou jméno Mount Shuksan Waterfalls. Vrcholek je také na jižní straně Nukseckého karu, ze kterého pochází řeka Nooksack. Na severu s vrcholkem sousedí Východní Nuksecký ledovec, na jihu pak několik nepojmenovaných ledovců. Jeden nepojmenovaný hřeben spojuje vrcholek s Ledovým vrcholem.
Jméno hory pochází z francouzského chapeau, což znamená klobouk.